# Троицкая церковь (Первитино)
Троицкая церковь в Первитине — православный храм благочиния Вышневолоцкого округа Тверской и Кашинской епархии. Памятник историко-культурного наследия федерального значения
Церковь расположена в центральной части деревни Первитино Лихославльского района Тверской области на левом берегу Кавы на главной улице деревни, носящей имя А. Т. Севастьянова.

## История
Каменная трёхпрестольная церковь Троицы Живоначальной с росписями возводилась в 1783—1794 гг. на средства владельца усадьбы Первитино секунд-майора Александра Фёдоровича Шишкова. Освящена в 1794 году. Церковь представляет собой прекрасный образец провинциального зодчества конца XVIII в., в стилевом отношении сочетающий в себе черты барокко и классицизма. Её наружное классицистическое декоративное убранство (лепные венки с лентами и драпировки) уникально для Тверской области. Основной объём храма представляет собою восьмерик на четверике, трапезная построена в тесной связи с колокольней. В своде восьмерика Троицкой церкви сохраняются фрагменты барочной росписи, изображающей восемь архангелов.
В начале XIX века усадьба Первитино перешла к Хвостовым, состоявшим в близком родстве с родом Шишковых. Её первым владельцем стал капитан артиллерии Николай Петрович Хвостов. (1748—1829). Приняв на себя обязанности церковного старосты, Н. П. Хвостов организовал при участии соседних помещиков покупку новых колоколов, а также строительство каменной ограды Троицкой церкви. В 1974 году четыре башни каменной ограды Троицкой церкви также были включены в качестве самостоятельного объекта в список объектов культуры, подлежащих охране как памятники государственного значения (№ 691610600190036 в государственном реестре памятников).
После смерти Н. П. Хвостова имение перешло к его сыну Арсению Хвостову. В архивных документах его имя упоминается в связи с ремонтом Троицкой церкви.
В 1863 г. при внуке Н. П. Хвостова Николае Арсеньевиче Хвостове в Троицкой церкви был поставлен резной позолоченный трехъярусный иконостас. В 1886 г. живопись в церкви была переписана с использованием клеевых красок. В 1892 г. живопись ещё раз обновлялась. Сохранилась также гризайльная живопись, характерная для храмовой стенописи начала — середины XIX в., имитирующая лепной декор. Прочие настенные росписи в интерьере Троицкой церкви сильно пострадали, а в интерьере апсиды не сохранились вообще. По уцелевшим фрагментам, выполненным в традициях академизма, можно предположить, что они относятся к рубежу XIX—XX вв.
После революции 1917 г. церковь была закрыта, кресты сброшены, а купольные завершения храма и колокольни сильно разрушены. Здание использовалось для хозяйственных нужд сначала первитинской коммуны, а затем под склад удобрений колхоза имени Ф. Дзержинского. Резной иконостас XIX века и внутреннее убранство церкви утрачены. В башнях ограды была керосиновая лавка и склады хозяйственного магазина.
К настоящему времени утрачены навершия храма и колокольни, почти отсутствует железная кровля, наружная штукатурка стен местами осыпалась, начали рушиться своды храма, обрушился свод трапезной.
Постановлением Совета Министров РСФСР № 624 от 04.12.1974 Троицкая церковь села Первитино Лихославльского района Калининской области была включена в список памятников культуры, подлежащих охране как памятники государственного значения.
В 2018 г. усилиями благотворительного Благотоворительного Фонда имени преподобноисповедника архимандрита Сергия (Сребрянского) в Троицкой церкви были разобраны заложенные проёмы храма, ведущие в апсиду, сооружён временный иконостас, установлена новая дверь в колокольню, в которой организована часовня и впервые за сто лет проведена служба.
Реставрационных работ в Троицкой церкви не проводилось. Росписи свода купола и стен частично утрачены вследствие осыпания и вандализма. Объект культурного и исторического наследия федерального значения нуждается в срочных мерах по предупреждению дальнейшего разрушения.

## Галерея

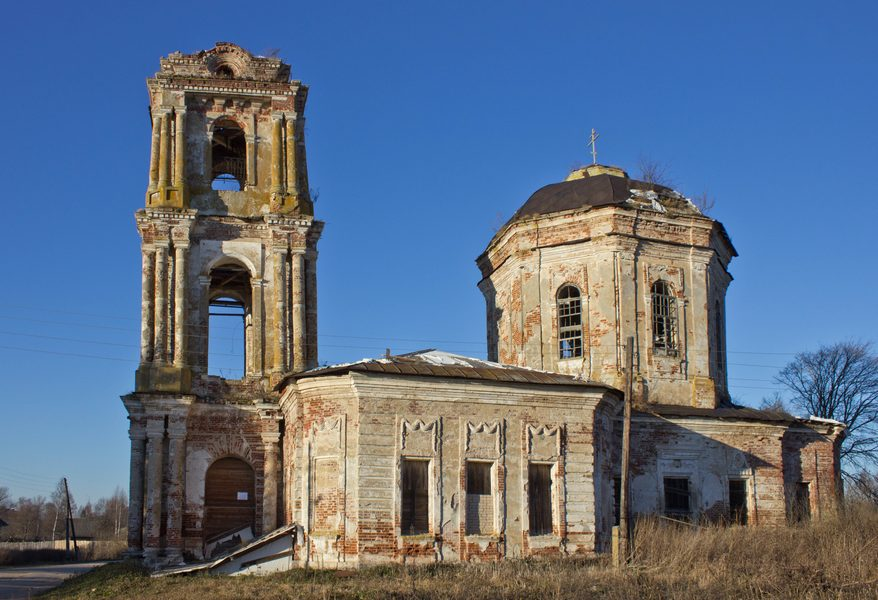
Церковь Троицы Живоначальной в Первитине, 1794 года.
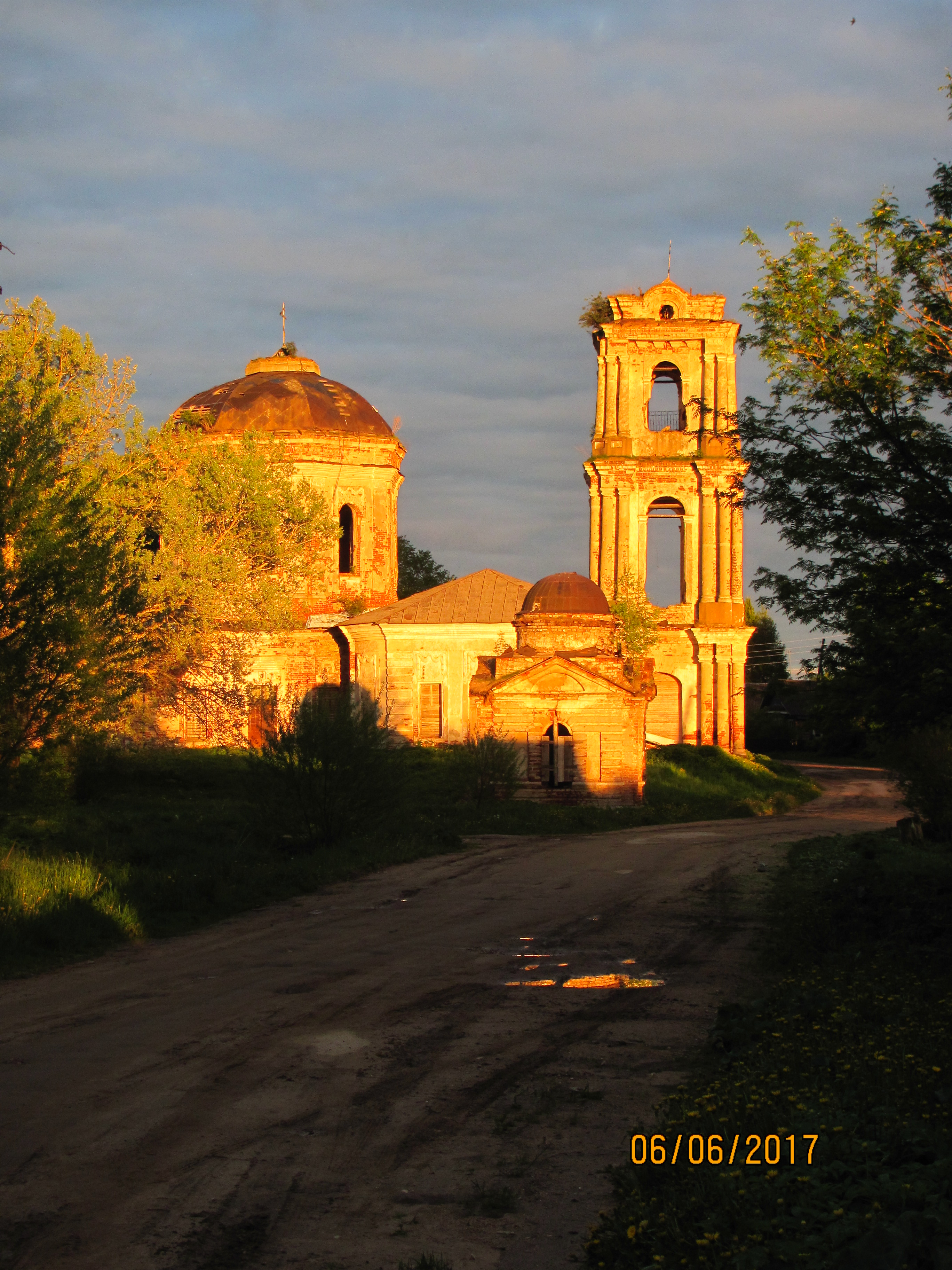
Троицкая церковь с колокольней и башней церковной ограды.
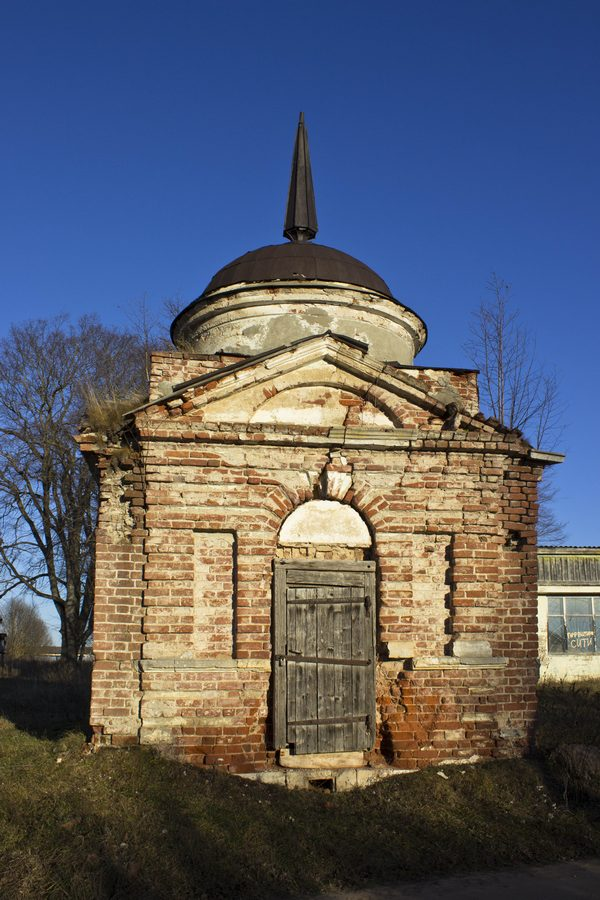
Одна из башен ограды Троицкой церкви.
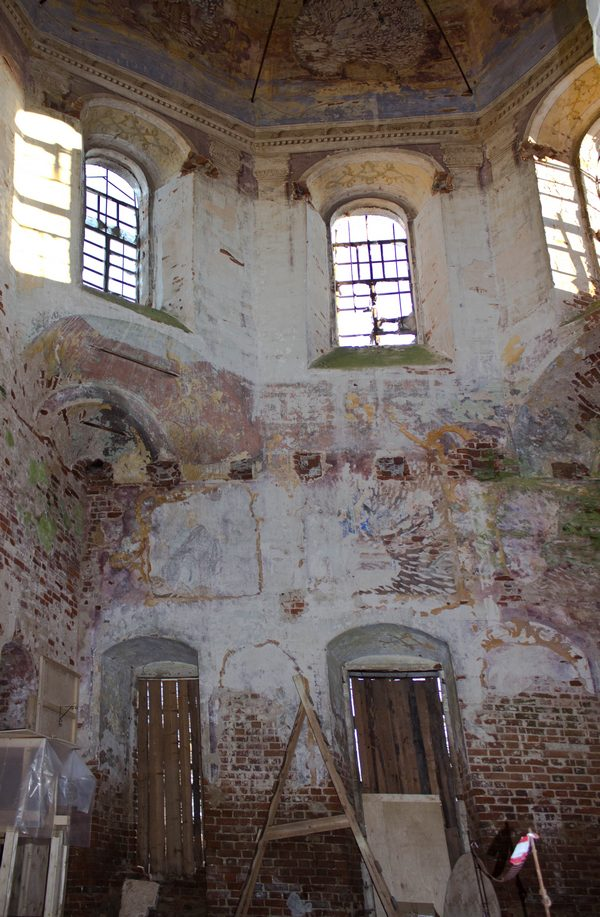
Внутренний вид Троицкой церкви в Первитине.